# كاتلين فريند
كاتلين فريند (بالإنجليزية: Caitlin Friend)‏ هي لاعبة كرة قدم أسترالية، ولدت في 10 نوفمبر 1993 في ملبورن في أستراليا. لعبت مع Melbourne Victory FC (W-League) ‏.